# Hypena rufirena
Hypena rufirena är en fjärilsart som beskrevs av George Francis Hampson 1895. Hypena rufirena ingår i släktet Hypena och familjen nattflyn. Inga underarter finns listade i Catalogue of Life.